# Adriana Ambesi
Adriana Ambesi (née le 18 avril 1940 à Turin et décédée le 28 février 2023) est une actrice de cinéma italienne active dans  les années 1960. Elle est parfois créditée comme Audrey Ambre.

## Filmographie partielle
- 1963 : Samson l'Invincible (titre original :Sansone contro i pirati)
- 1964 : La Crypte du vampire (titre original :La cripta e l’incubo)
- 1964 : Les Diamants du Mékong (titre original :Die Diamantenhölle am Mekong)
- 1965 : Amore all'italiana
- 1965 : Le Défi des géants (titre original : La sfida dei giganti)
- 1966 : Le Temps des vautours (titre original :10.000 dollari per un massacro)
- 1966 : Le Triomphe des sept desperadas  (titre original : Las 7 magnificas )
- 1966 : New York appelle Superdragon (titre original : New York chiama Superdrago)
- 1966 : Sous la loi de Django (La grande notte di Ringo) de Mario Maffei
- 1966 : La Bible de John Huston
- 1967 : Trois pistolets contre César (titre original : Tre pistole contro Cesare)
- 1968 : Le Pistolero de Paso Bravo (Uno straniero a Paso Bravo) de Salvatore Rosso (de)
- 1969 : Malenka la Vampire   (titre original :Malenka )